# Pyton (slangeslægt)
 For alternative betydninger, se Pyton. (Se også artikler, som begynder med Pyton)
Pyton fra Græsk (πύθων/πύθωνας), er en slægt af kvælerslanger.

## Arter
Der findes 13 kendte arter, hvor af en er uddød:
| Arter            | Taxon forfatter             | underarter* | Almindeligt navn                                         | Geografisk udbredelse |
| ---------------- | --------------------------- | ----------- | -------------------------------------------------------- | --- |
| P. anchietae     | (Bocage, 1887)              | 0           | Angolapyton                                              | Afrika i det sydlige Angola og det nordlige Namibia. |
| P. bivittatus    | (Kuhl, 1820)                | 1           | Burmesisk pyton                                          | S Nepal, Indien, Bangladesh, Myanmar, Thailand, Laos, Cambodja, Vietnam, S Kina (S Yunnan øst til Fujian, incl Hainan og Hong Kong. Sichuan, Guangxi, Guangdong ), Indonesien (Java, Bali). Indført til Florida. |
| P. brongersmai   | (Stull, 1938)               | 0           | Brongersma's short-tailed python/ Blood python (engelsk) | Peninsular Malaysia, Sumatra, Bangka øer, Lingga øer, Riau Islands, og Pinang |
| P. breitensteini | (Steindachner, 1881)        | 0           | Bornean python/ Bornean short-tailed python (engelsk)    | Borneo, herunder Sarawak |
| P. curtus        | (Schlegel, 1872)            | 0           | Sumatran short-tailed python (engelsk)                   | Sydøstasien i det sydlige Thailand, Malaysia ( Peninsular og Sarawak) (herunder Pinang) og Indonesien (Sumatra, Riau Archipelago, Lingga Islands, Bangka, Mentawaiøerne og Kalimantan). |
| P. kyaiktiyo     | (Zug, Gotte & Jacobs, 2011) | 0           | Myanmar short-tailed python (engelsk)                    | Vest for Tenghyo Range, Myanmar |
| P. molurusT      | (Linnaeus, 1758)            | 0           | Tigerpyton                                               | Pakistan, Indien, Sri Lanka, det sydlige Nepal, Bangladesh, Myanmar. |
| P. natalensis    | (Smith, 1840 )              | 0           | Southern African rock python (engelsk)                   | Sydlige Afrika såsom Demokratiske Republik Congo, Rwanda, Burundi, Kenya, Tanzania, Angola, Zambia Malawi, Namibia, Zimbabwe, Botswana, Mozambique, Swaziland, Lesotho og Sydafrika. |
| P. regius        | (Shaw, 1802)                | 0           | Kongepyton                                               | Afrika fra Senegal, Mali, Guinea-Bissau, Guinea, Sierra Leone, Liberia, Elfenbenskysten, Ghana, Benin, Niger og Nigeria til Cameroun, Tchad og Centralafrikanske Republik til Sudan og Uganda. |
| P. reticulatus   | (Schneider, 1801)           | 0           | Netpyton                                                 | Sydøstasien fra Nicobarerne, Myanmar, Thailand, Laos og Cambodia, Vietnam, Malaysia, øst gennem Indonesien og Indo-australske Øhav (Sumatra, Mentawai Islands, Natuna Islands, Borneo , Sulawesi, Java, Lombok, Sumbawa, Sumba, Flores, Timor, Molukkerne, Tanimbar Islands) og Filippinerne (Basilan, Bohol, Cebu, Leyte, Luzon, Mindanao, Mindoro, Negros, Palawan, Panay, Polillo, Samar, Tawi-Tawi). |
| P. sebae         | (Gmelin, 1788)              | 0           | Klippepyton                                              | Afrika syd for Sahara fra Senegal øst til Etiopien og Somalia, herunder Guinea-Bissau, Mali, Guinea, Sierra Leone, Liberia, Elfenbenskysten, Øvre Volta, Ghana, Togo, Niger, Nigeria, Cameroun, Ækvatorialguinea, Tchad, Den Centralafrikanske Republik, Demokratiske Republik Congo, Rwanda, Burundi, Sudan, Uganda, Kenya og Tanzania.                                                                 |
| P. timoriensis   | (Peters, 1876)              | 0           | Timorpyton                                               | Indonesien på De små Sundaøer (Flores, Lombien og Timor-øerne). |
| P. europaeus†    | (Syzndlar & Rage, 2003)     | 0           | -                                                        | jordiske rester fundet i hvad vi i dag kalder Frankrig. |

*) Ikke inklusive Nominatformen underart.

T) Type arter.